# Antomicron elegans
Antomicron elegans (syn. Eutelolaimus elegans) is een rondwormensoort uit de familie van de Leptolaimidae. De wetenschappelijke naam van de soort is voor het eerst geldig gepubliceerd in 1922 door de Man.